# Amy Smith
Amy Louise Smith (Kidderminster, 24 de julio de 1987) es una deportista británica que compitió en natación, especialista en el estilo libre.
Ganó dos medallas en el Campeonato Europeo de Natación de 2010 y una medalla de bronce en el Campeonato Europeo de Natación en Piscina Corta de 2011. Participó en los Juegos Olímpicos de Londres 2012, ocupando el quinto lugar en la prueba de 4 × 100 m libre.

## Palmarés internacional
| Campeonato Europeo                  | Campeonato Europeo | Campeonato Europeo | Campeonato Europeo |
| Año                                 | Lugar              | Medalla            | Prueba             |
| ----------------------------------- | ------------------ | ------------------ | ------------------ |
| 2010                                | Budapest (Hungría) | Medalla de oro     | 4 × 100 m estilos  |
| 2010                                | Budapest (Hungría) | Medalla de plata   | 4 × 100 m libre    |
| Campeonato Europeo en Piscina Corta |                    |                    |                    |
| Año                                 | Lugar              | Medalla            | Prueba             |
| 2011                                | Szczecin (Polonia) | Medalla de bronce  | 100 m libre        |